# Отворено првенство Србије у тенису 2022.
Отворено првенство Србије 2022 (познато и под називом Србија опен 2022) је тениски турнир који се игра на шљаци на отвореном. 6. је издање турнира и припада серији АТП 250 на АТП турнеји 2022. године. Одржало се у Београду, од 18. до 24. априла 2022. године.